# Vibrato
A vibrato, magyarul vibrálás egy zenei effektus, illetve zenei játékmód, mely során a hangmagasság (azaz a frekvencia) gyorsan fel és le változik, ezáltal megdúsítva a hangot.
A vibrato a trillák csoportjába tartozó zenei díszítés. Gyakran összetévesztik a tremolóval, talán az elektromos gitárokon megtalálható tremolo kar elnevezés miatt. A fő különbség az, hogy a tremolónál az amplitúdó változik, a vibratónál a frekvencia. Fúvós hangszereken előfordul, hogy a kettő hatás együttesen jelentkezik egy zenei díszítésben. Ugyanilyen kettős hatás a klavichordon játszható bebung, mely szintén a vibrato és a tremolo egyesítése.

## Alkalmazása

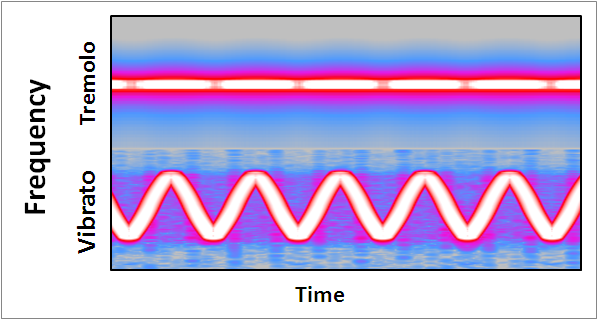
A tremolo az amplitúdó ingadozása, a vibrato pedig a frekvencia ingadozása

A vibrálásnál a hangváltozás mértéke teljesen az előadóra van bízva, de általában félhangnál semmiképpen sem szabad nagyobb eltérést létrehozni. Ennek köszönhetően a hang sokkal melegebb lesz. A vibrálás segíthet az intonációs problémák elfedésében – de annak okozója is lehet. Egészhangos vibratót szintén csak az elektromos gitárosok használják, ezzel a hangszer hangja jobban hasonlíthat az éneklésre.
A diszkrét hangkészletű hangszereknél a vibrato általában kivitelezhetetlen. Jellemzően ilyenek az ütős-, ill. a billentyűs hangszerek, de kivételt képez például a vibrafon, melynek rezonátorcsövében elhelyezett forgó lap idézi elő a vibrato-hatást.
A vonós, ill. pengetős hangszereknél a vibrálást úgy érhetjük el, hogy a lenyomott ujjunk ujjbegyét nagyon gyorsan fel-le mozgatjuk. A vibrato alatt a hang sokkal dúsabb lesz. A 17. században a lantnál és a viola da gambánál alkalmazták egy másik, kétujjas előadásmódját is, mely során a húrt egy ujjal szilárdan kell fogni, míg a másik ujj finoman érintgeti ugyanazt a húrt. Az egy ujjal vibrálásnak is több változata van: van amikor az ujjbegyünket mozgatjuk, van amikor az egész ujjunkat, sőt akár az egész kézfejet is lehet, ez utóbbi az ún. csuklóvibrato. Természetesen ezek mind másfajta hangszínt adnak, amit játékosa, és a zenemű stílusa válogatja. Egyes stílusokban például nem is kell vibrálni. A vibrato a romantikában nagyon kedvelt, és főleg – a maihoz képest – nagyon intenzív volt.
A fúvós hangszereknél mindezt a rekeszizommal kell végezni, a vibrato a rekeszizom mozgásának köszönhetően jön létre.